# Stanisław Porębski (1909–1978)
Stanisław Porębski (ur. 25 listopada 1909 w Kowalowych, zm. 13 września 1978 w Komańczy) – polski duchowny rzymskokatolicki, proboszcz, prałat, kanonik honorowy kapituły przemyskiej.

## Życiorys

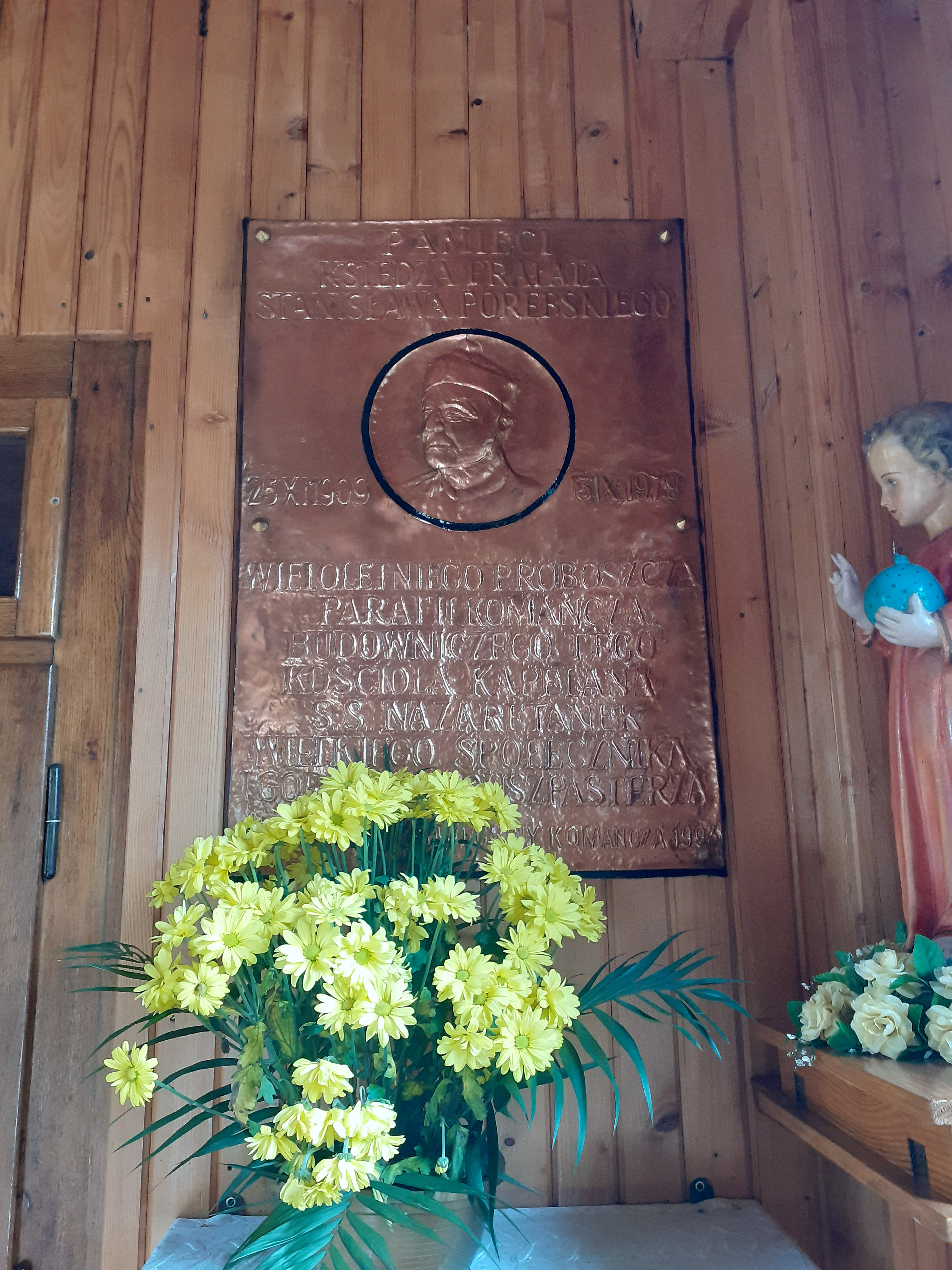
Tablica upamiętniająca ks. Stanisława Porębskiego

Stanisław Porębski urodził się 25 listopada 1909 roku w Kowalowych. Od 1920 do 1928 uczył się w Państwowym Gimnazjum im. Króla Stanisława Leszczyńskiego w Jaśle, gdzie w 1928 zdał egzamin dojrzałości. Następnie studiował teologię w  Seminarium Duchownym w Przemyślu. Tam 25
czerwca 1933 otrzymał sakrament święceń kapłańskich.
Od 1 sierpnia 1933 do 30 maja 1935 był wikarym parafii w Kobylanach, a od 31 maja do 3 września 1935 był tymczasowo administratorem tej parafii. Potem, od 4 września 1935 do 31 lipca 1936 był wikarym w parafii w Jarosławiu. 1 września 1936 do 13 lutego 1938 był wikarym w parafii w Rymanowie. Od 14 lutego 1938 pełnił obowiązki kapelana w domu klasztornym Sióstr Nazaretanek w Komańczy. Wskutek braku powrotu podczas II wojny światowej dotychczasowego proboszcza ks. Rudolfa Niemczyckiego ks. Porębski od 1 lutego 1940 był administratorem parafii, a od 1 listopada 1942 sprawował urząd proboszcza aż do końca życia.
Podczas okupacji niemieckiej wskutek jego starań u władz otwarto Publiczną Polską Szkołę Powszechnę w Komańczy, a on sam pracował tam jako katecheta i uchodził za opiekuna placówki. Był przewodniczącym komańczańskiej delegatury Polskiego Komitetu Opiekuńczego, działał na rzecz wsparcia ubogich, współpracował z Radą Główną Opiekuńczą. Był zaangażowany w działalność konspiracyjną, udzielał pomocy wysiedleńcom z ziemi wielkopolskiej, wspierał akcje przerzutów granicznych. 
U kresu wojny w trakcie nadejścia frontu wschodniego 22 września 1944 podczas radzieckiego ataku lotniczego spłonął kościół i plebania, po czym w latach 1944–1957 nabożeństwa parafialne odbywały się w kaplicy klasztornej sióstr Nazaretanek pw. św. Teresy od Dzieciątka Jezus. Po zabójstwie greckokatolickiego proboszcza w Komańczy o. Oresta Węgrzynowicza (7 kwietnia 1946) Ukraińska Powstańcza Armia wydała wyrok śmierci na ks. Porębskiego, który ostrzeżony przez kapelana UPA Teodora Mosuriaka zdołał wyjechać z Komańczę do Zagórza.
Po nastaniu Polski Ludowej ks. Porębski od wiosny 1945 był radnym Gminnej Rady Narodowej w Komańczy, od 3 września 1946 do 7 września 1948 sprawował stanowisko przewodniczącego tego gremium. Był inicjatorem utworzenia, współzałożycielem i pierwszym prezesem Spółdzielni Spożywców „Niespodzianka” w Komańczy, od 1946 przekształconej w przemianowanej na GS „Samopomoc Chłopska”. W latach 1948–1950 zbudowano obecny kościół w Komańczy, poświęcony 7 lipca 1957, zaś proboszcz udzielał się przy budowie, także pracując fizycznie. W okresie PRL zrealizował też renowację byłych świątyń greckokatolickich w okolicy: cerkwi św. Mikołaja w Smolniku, erkwi św. Dymitra Radoszycach, cerkwi św. Onufrego w Wisłoku Wielkim, cerkwi św. Mikołaja w Rzepedzi, cerkwi św. Michała Archanioła w Turzańsku, cerkwi Zaśnięcia Przenajświętszej Bogurodzicy w Szczawnem, cerkwi św. Michała Archanioła w Kulasznem. W tych miejscowościach istniały sześć duszpasterskich punktów dojazdowych parafii z Komańczy, gdzie ks. Porębski docierał i udzielał posługi.
20 stycznia 1974 otrzymał godność prałata. Otrzymał tytuł honorowego kanonika przemyskiej Kapituły Katedralnej. 
Zmarł 13 września 1978 w Komańczy. Został pochowany na cmentarzu w Komańczy 16 września 1978.
W 1993 w przedsionku kościoła św. Józefa w Komańczy ustanowiono tablicę upamiętniającą ks. Stanisława Porębskiego.